# Port McNeill
Port McNeill ist eine Kleinstadt im Westen der kanadischen Provinz British Columbia. Die Gemeinde ist der Verwaltungssitz des Regional District of Mount Waddington auf Vancouver Island.
Die Gemeinde ist benannt nach William Henry McNeill, einem Kapitän der Hudson’s Bay Company. Ab etwa 1832 fuhr er an der Westküste mit einem Handelsschiff.

## Geografie
Port McNeill liegt an der Nordwestküste von Vancouver Island an der Broughton-Straße, einer Verbindung der Königin-Charlotte-Straße mit der Johnstone-Straße. Östlich der Gemeinde mündet der Nimpkish River in die Broughton-Straße. Die Ortschaft liegt rund 36 Kilometer südöstlich von Port Hardy am Highway 19.

## Geschichte
Die Geschichte der Ansiedlung reicht weiter zurück als nur die allgemeine Betrachtung durch Europäer, da vor einer Ansiedlung von Europäern das Gebiet schon Siedlungs- und Jagdgebiet der First Nation war. Hauptsächlich siedelten hier angehörige vom Stamm 'Namgis First Nation (Nimpkish-Cheslakees), die zu den Kwakwaka'wakw gehören.
Die Ansiedlung entwickelte sich aus einem ehemaligen Holzfällerlager. Im Laufe der Zeit siedelten sich erst Pelzjäger- und -händler hier an und später dann auch Siedler. Im Laufe der Zeit lebten so viele Menschen in der Ansiedlung, das am 1. Mai 1938 hier auch ein Postamt eröffnet wurde.
Die erste Zuerkennung der kommunalen Selbstverwaltung für die Gemeinde erfolgte am 18. Februar 1966 (incorporated als Village Municipality). Eine weitere Zuerkennung erfolgte am 17. April 1982 (incorporated als Town Municipality).

## Demographie
Der Zensus im Jahr 2011 ergab für die Ansiedlung eine Bevölkerungszahl von 2.505 Einwohnern. Die Bevölkerung der Ansiedlung hatte dabei im Vergleich zum Zensus von 2006 um 4,5 % abgenommen, während die Bevölkerung in der Provinz British Columbia gleichzeitig um 7,0 % anwuchs.

## Verkehr
Port McNeill liegt am Highway 19. Der Island Highway verbindet die Ortschaft nach Norden mit Port Hardy und nach Süden Campbell River.
Im Hafen findet sich auch das Port McNeill Ferry Terminal. Von hier aus verkehren Fähren der Gesellschaft BC Ferries in einem Umlauf nach Cormorant Island (via Alert Bay) und Malcolm Island (via Sointula).
Am Rande der Gemeinde befindet sich der Flugplatz von Port McNeill (IATA-Flughafencode: YMP, Transport Canada Identifier: CAT5). Der Flugplatz hat nur eine asphaltierte Start- und Landebahn von 884 Meter Länge sowie eine geschotterte Start- und Landebahn von 1113 Meter Länge. Im Hafen der Gemeinde befindet sich der örtliche Wasserflugplatz (Transport Canada Identifier: CAM8).
Öffentlicher Personennahverkehr wird örtlich und regional durch das „Mount Waddington Transit System“ angeboten, welches von BC Transit in Kooperation betrieben wird. Das System bietet auch Verbindungen nach Port Hardy und Fort Rupert, Coal Harbour sowie Woss.

## Töchter und Söhne der Stadt
- Greg Fox (* 1953), Eishockeyspieler
- Rob Skrlac (* 1976), Eishockeyspieler
- Willie Mitchell (* 1977), Eishockeyspieler
- Clayton Stoner (* 1985), Eishockeyspieler